# Szócsán

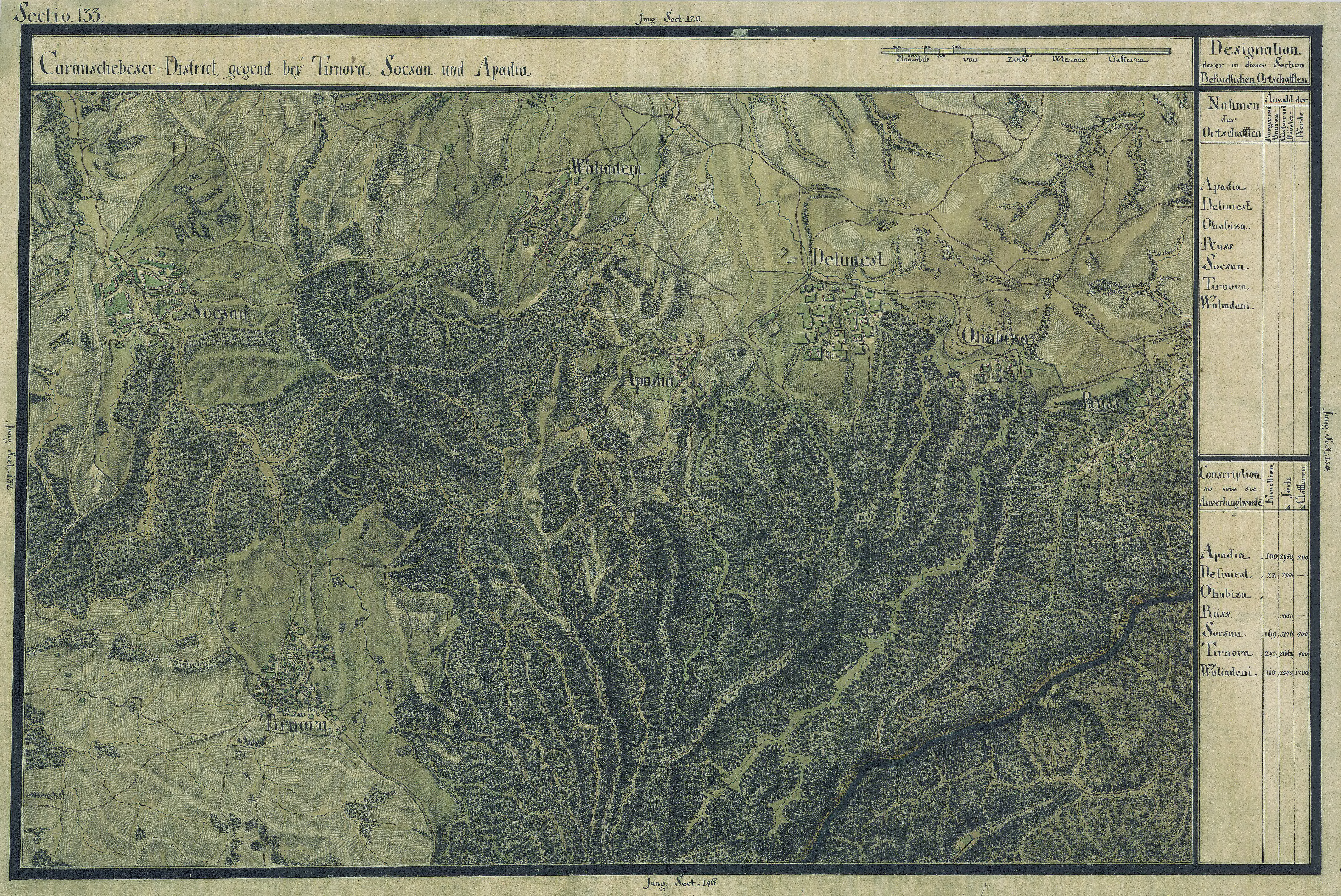
Szócsán egy régi térképen

Szócsán románul: Soceni, falu Romániában, a Bánságban, Krassó-Szörény megyében.

## Nevének eredete
Szócsán nevét 1452-ben említette először oklevél Zachel néven. 1492-ben Zochel, 1717-ben Soschen, 1723-ban Sotschan, 1808-ban Szocsán, Szocseni, 1913-ban Szócsán néven volt említve.

## Fekvése
Resicabányától északkeletre, a Lugosi út és a Karánsebesi út találkozáspontján fekvő település.

## Története
1851-ben Fényes Elek írta a településről: „Szocsán, oláh falu, Krassó vármegyében, Dognácskához 3 órányira: 7 katholikus, 1146 óhitű lakossal, s anyatemplommal. Földesura a kamara.”
A trianoni békeszerződés előtt Krassó-Szörény vármegye Resiczabányai járásához tartozott.
1910-ben 1175 lakosából 1113 román, 42 cigány, 16 német, 4 magyar volt. Ebből 1155 görög keleti ortodox, 16 római katolikus volt.